# Pierfranco Vianelli
Pierfranco Vianelli, född 20 oktober 1946 i Provaglio d'Iseo, är en italiensk före detta tävlingscyklist.
Vianelli blev olympisk guldmedaljör i linjeloppet vid sommarspelen 1968 i Mexico City.